# Amblyglyphidodon flavilatus
Amblyglyphidodon flavilatus là một loài cá biển thuộc chi Amblyglyphidodon trong họ Cá thia. Loài này được mô tả lần đầu tiên vào năm 1980.

## Từ nguyên
Từ định danh của loài được ghép bởi hai từ trong tiếng Latinh: flavus ("vàng") và latus ("hai bên sườn"), hàm ý đề cập đến màu vàng ở thân sau của chúng.

## Phạm vi phân bố và môi trường sống
A. flavilatus có phạm vi phân bố giới hạn ở Tây Bắc Ấn Độ Dương. Loài này được ghi nhận ở Biển Đỏ và vịnh Aden. A. flavilatus sống gần các rạn san hô viền bờ ở độ sâu khoảng từ 12 đến 20 m.

## Mô tả
A. flavilatus có chiều dài cơ thể tối đa được ghi nhận là 10 cm. Cơ thể ánh màu bạc, đỉnh đầu và lưng trước có màu xám, vùng ngực màu trắng, thân sau có màu vàng. Mống mắt có vòng màu xanh lam. Vây bụng vươn dài, có thể chạm tới gốc vây hậu môn.
Số gai ở vây lưng: 13; Số tia vây ở vây lưng: 11–13; Số gai ở vây hậu môn: 2; Số tia vây ở vây hậu môn: 11–13.

## Sinh thái học
Cũng như những loài Amblyglyphidodon khác, A. flavilatus đực có nhiệm vụ bảo vệ và chăm sóc những quả trứng. Trứng có độ dính và bám chặt vào nền tổ (trên các nhánh san hô).